# Більський (Мелеузівський район)
Бі́льський (рос. Бельский, башк. Бельский) — присілок у складі Мелеузівського району Башкортостану, Росія. Входить до складу Первомайської сільської ради.
Населення — 331 особа (2010; 345 в 2002).
Національний склад:
- башкири — 75%